# Amira Willighagen
Amira Willighagen (Nijmegen, 27 maart 2004) is een Nederlands-Zuid-Afrikaans operazangeres.

## Loopbaan
Willighagen is de dochter van een Zuid-Afrikaanse moeder en een Nederlandse vader. Ze is tweetalig opgegroeid (Afrikaans en Nederlands). Willighagen verwierf op negenjarige leeftijd landelijke, direct daarna wereldwijde bekendheid, toen zij in het tv-programma Holland's Got Talent de aria O mio babbino caro uit de Italiaanse opera Gianni Schicchi vertolkte. Haar auditie werd op YouTube wereldwijd bekeken (per april 2022 door ruim 37 miljoen mensen). In de daaropvolgende liveshow zong zij het Ave Maria van Charles Gounod. Op 28 december 2013 won zij de finale met haar uitvoering van Nessun dorma uit de opera Turandot.
Eind maart 2014 werd haar in Engeland opgenomen debuutalbum met de titel Amira uitgebracht. Eind augustus 2015 werd in België haar tweede cd opgenomen; deze heeft de titel Merry Christmas gekregen en bevat een selectie van diverse bekende Kerstliederen, aangevuld met beroemde aria's.
Twee weken na het uitkomen van Willighagens debuutalbum waren er voldoende exemplaren verkocht en gedownload om het te bekronen met de status goud. Op 14 april 2014 ontving ze haar eerste gouden plaat. In juli 2014 trad ze op tijdens een live concert op het Vrijthof in Maastricht, onder begeleiding van het Johann Strauß Orchestra, gedirigeerd door André Rieu. Ze ontving op 8 november 2014 in de Pauselijke Urbaniana Universiteit de Internationale Giuseppe Sciaccaprijs voor haar prestaties en vaardigheden op het gebied van muziek en zang.
Na optredens in vele landen wereldwijd treedt Willighagen sinds 2016 diverse malen op tijdens de Classics is groot- en Afrikaans is groot-concerten in Pretoria. Deze concerten werden in 2016 en 2017 voor de Zuid-Afrikaanse markt uitgebracht op cd en dvd.
In maart 2018 bracht Willighagen haar derde cd With All My Heart uit, in 2017 door platenlabel Coleske Artists in Zuid-Afrika geproduceerd. Naast licht klassieke nummers bevat de cd ook een aantal duetten, enkele religieus getinte liederen, een aantal nieuwe nummers die speciaal voor Willighagen zijn geschreven, en enkele vertolkingen van filmmuziek. Het album is wereldwijd digitaal uitgebracht; de fysieke cd is alleen in winkels in Zuid-Afrika verkrijgbaar. 
Met een deel van de opbrengsten uit cd-verkopen en optredens draagt Willighagen bij aan de bouw van speeltuinen voor arme kinderen. In het township Ikageng, bij Potchefstroom in Zuid-Afrika, opende ze op 5 maart 2014 de eerste speeltuin die mede door haar bijdrage tot stand is gekomen. Ze koos ervoor om iets in Zuid-Afrika te doen, omdat haar moeder uit dit land afkomstig is. Om de bouw en het onderhoud van speeltuinen verder te formaliseren is op 1 november 2014 haar stichting Gelukskinders opgericht. In 2016 en 2017 werden nog drie speeltuinen geopend.
Sinds begin 2018 woont Willighagen samen met haar moeder en broer in Zuid-Afrika. Tijdens een interview voor de Gelderlander werd aangevoerd dat het Nederlandse schoolsysteem Willighagen onvoldoende mogelijkheden biedt om naast haar schoolwerk wat vaker (in het buitenland) op te treden.

## Discografie

### Albums
| Album met eventuele hitnotering(en) in de Nederlandse Album Top 100 | Datum van verschijnen | Datum van binnenkomst | Hoogste positie | Aantal weken | Opmerkingen |
| ------------------------------------------------------------------- | --------------------- | --------------------- | --------------- | ------------ | ----------- |
| Amira                                                               | 2014                  | 05-04-2014            | 1(1wk)          | 13           | Goud        |
| Merry Christmas                                                     | 2015                  | 21-11-2015            | 16              | 7            |             |
| With All My Heart                                                   | 2018                  | -                     | -               | -            |             |

| Album met hitnotering(en) in de Vlaamse Ultratop 200 albums | Datum van verschijnen | Datum van binnenkomst | Hoogste positie | Aantal weken | Opmerkingen |
| ----------------------------------------------------------- | --------------------- | --------------------- | --------------- | ------------ | ----------- |
| Amira                                                       | 2014                  | 05-04-2014            | 115             | 5            |             |
| Merry Christmas                                             | 2015                  | 21-11-2015            | 200             | 1            |             |
| With All My Heart                                           | 2018                  | -                     | -               | -            |             |

- Bibliothèque nationale de France: cb169484174 (data)
- Gemeinsame Normdatei: 1064666191
- International Standard Name Identifier: 0000 0004 3639 5411
- Library of Congress Control Number: no2016038956
- MusicBrainz: 55157811-3c5f-42c2-8968-bebc6a2b1f9f
- Nederlandse Thesaurus van Auteursnamen: 37464859X
- Virtual International Authority File: 309897327
- WorldCat: E39PBJxMp38tK4GYV7pJhPrDv3